# Rigadin et le Chien de la baronne
Pour plus de détails, voir Fiche technique et Distribution.
Rigadin et le Chien de la baronne est un film muet français réalisé par Georges Monca, sorti en 1912.

## Fiche technique
- Titre : Rigadin et le Chien de la baronne
- Réalisation : Georges Monca
- Scénario : Charles Prince
- Photographie :
- Montage :
- Société de production : Pathé Frères
- Société de distribution : Pathé Frères
- Pays d'origine :  France
- Langue : film muet avec les intertitres en français
- Métrage : 215 mètres
- Format : Noir et blanc — 35 mm — 1,33:1 — Muet
- Genre :  Comédie
- Durée : 7 minutes
- Dates de sortie : 
  - France : 6 décembre 1912

## Distribution
- Charles Prince : Rigadin
- Blanche Albane
- Marcelle Praince